# Glory and Gore
«Glory and Gore»—en español: 'Gloria y sangre'— es una canción interpretada por la cantante croatoneozelandesa Lorde, incluida en su primer álbum de estudio, Pure Heroine, de 2013. La intérprete la compuso con ayuda de Joel Little, quien además se encargó de producirla. Pertenece al género electropop y su letra trata sobre «el énfasis moderno en la violencia». Lava Records y Republic Records la lanzaron como el tercer sencillo del disco en los Estados Unidos, únicamente en las radioemisoras Triple A y de música alternativa.
Recibió comentarios diversos por parte de los críticos; algunos apreciaron su mensaje, y otros opinaron negativamente acerca de su producción. Tuvo una recepción comercial menor, ya que solo apareció en las listas de éxitos de Australia, Canadá, Estados Unidos y Nueva Zelanda. Para su promoción, Lorde la interpretó en festivales como Coachella, Laneway Festival y Lollapalooza. En diciembre de 2013, History utilizó «Glory and Gore» en un comercial de la segunda temporada la serie de televisión Vikingos.

## Antecedentes y composición

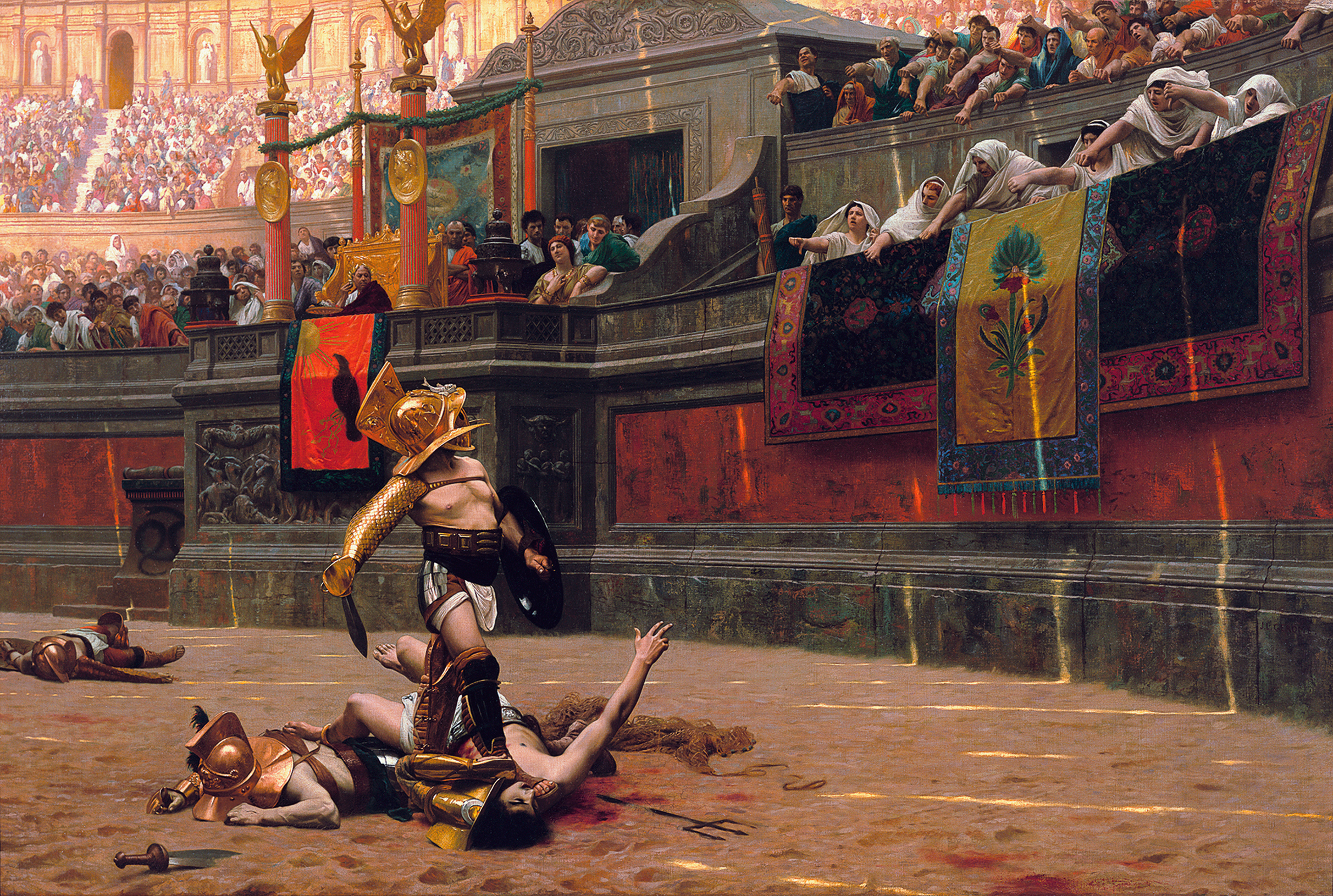
En «Glory and Gore», Lorde compara a la cultura de las celebridades con un combate de gladiadores.

Al igual que el resto de Pure Heroine, Lorde y Joel Little compusieron juntos «Glory and Gore» y la grabaron en el estudio de grabación Golden Age Studios. Además, Little participó en su ingeniería e instrumentación, la produjo y la mezcló. De acuerdo con la partitura publicada por EMI Music Publishing en Music Notes, tiene un tempo moderado de 72 pulsaciones por minuto. Está compuesta en la tonalidad de fa menor y la cantante posee un registro que se extiende desde mi ♭3 hasta mi ♭5.
En una entrevista con la revista alemana Spex, la cantante dijo que la canción no trataba sobre guerras reales, y que cuando la escribió «estaba interesada en las antiguas luchas de gladiadores y espectáculos similares», y decidió usar ese tema como metáfora para sus actividades entre amigos.
«Glory and Gore» es una canción electropop influenciada por el chillwave y el hip hop, instrumentada con ritmos de sintetizadores. A través de ella, Lorde usa la sátira negra para menospreciar el énfasis moderno en la violencia. Aunado a esto, compara a la cultura de las celebridades con un combate de gladiadores, ejemplificado en el verso «Glory and gore go hand-in-hand, that's why we're making headlines» (la gloria y la sangre van de la mano, es por eso que aparecemos en los titulares). Además, sigue con el «rechazo a la cultura popular» expresado en «Team», la canción que le antecede en Pure Heroine. Según Evan Sawdey, «Glory and Gore» representa un tema de apoderamiento, y la consideró «una versión oscura» de «Roar» de Katy Perry.

## Lanzamiento
Originalmente, «Tennis Court» iba a ser el tercer sencillo del álbum en los Estados Unidos, pero Lava Records y Republic Records eligieron a «Glory and Gore» luego de ser incluida en un comercial de la serie de History Vikingos. El 11 de marzo de 2014, las discográficas lanzaron la canción en las radioemisoras estadounidenses de música alternativa como el tercer sencillo de Pure Heroine en el país, tras «Royals» y «Team». El 7 de abril, la publicaron en la radio Triple A. Sin embargo, las discográficas cancelaron su lanzamiento en la radio de éxitos contemporáneos para publicar en su lugar a «Tennis Court» el 22 de abril.

## Recepción

### Crítica
En su reseña de Pure Heroine, Larry Day del sitio web The 405 consideró que «Glory and Gore» debía ser lanzada como sencillo. Jason Lipshutz de Billboard dijo que la voz de Lorde en el gancho era «contagiosa». Jon Hadusek de Consequence of Sound escribió que la canción no encajaba con la producción minimalista encontrada en la mayoría del disco, y Lindsay Zoladz de Pitchfork Media la criticó por tener muchas letras forzadas en cada verso. John Murphy de musicOMH opinó negativamente sobre la última mitad de Pure Heroine al decir que «en el momento en que "Glory and Gore" y "Still Sane" aparecen, el patrón [de la producción] empieza a sonar un poco gastado».

### Comercial
Tras el lanzamiento de Pure Heroine en Nueva Zelanda, «Glory and Gore» apareció en la posición 16 del ranking Top 20 New Zealand Singles Chart. Antes de su lanzamiento como sencillo, la canción permaneció dos semanas en el Bubbling Under Hot 100, en el que alcanzó el número 10. El 8 de marzo de 2014, ingresó en el número 88 de la lista estadounidense Billboard Hot 100 tras vender 32 000 copias, casi el doble de la semana anterior. En la siguiente edición, alcanzó la posición 68, tras vender 47 000 descargas. Aunado a esto, logró el puesto 30 en el Digital Songs, el 17 en el Alternative Songs y el 9 en el Hot Rock Songs. Para abril de 2014, había vendido 307 000 descargas digitales en los Estados Unidos. En Canadá, no logró entrar en el Canadian Hot 100. Sin embargo, alcanzó el número 75 en el Canadian Digital Songs y el 36 en el Canada Rock. En Australia, «Glory and Gore» entró en la posición 100 del ARIA Top 100 Singles y en la 45 del ARIA Streaming Tracks.

## Uso en los medios y presentaciones en vivo

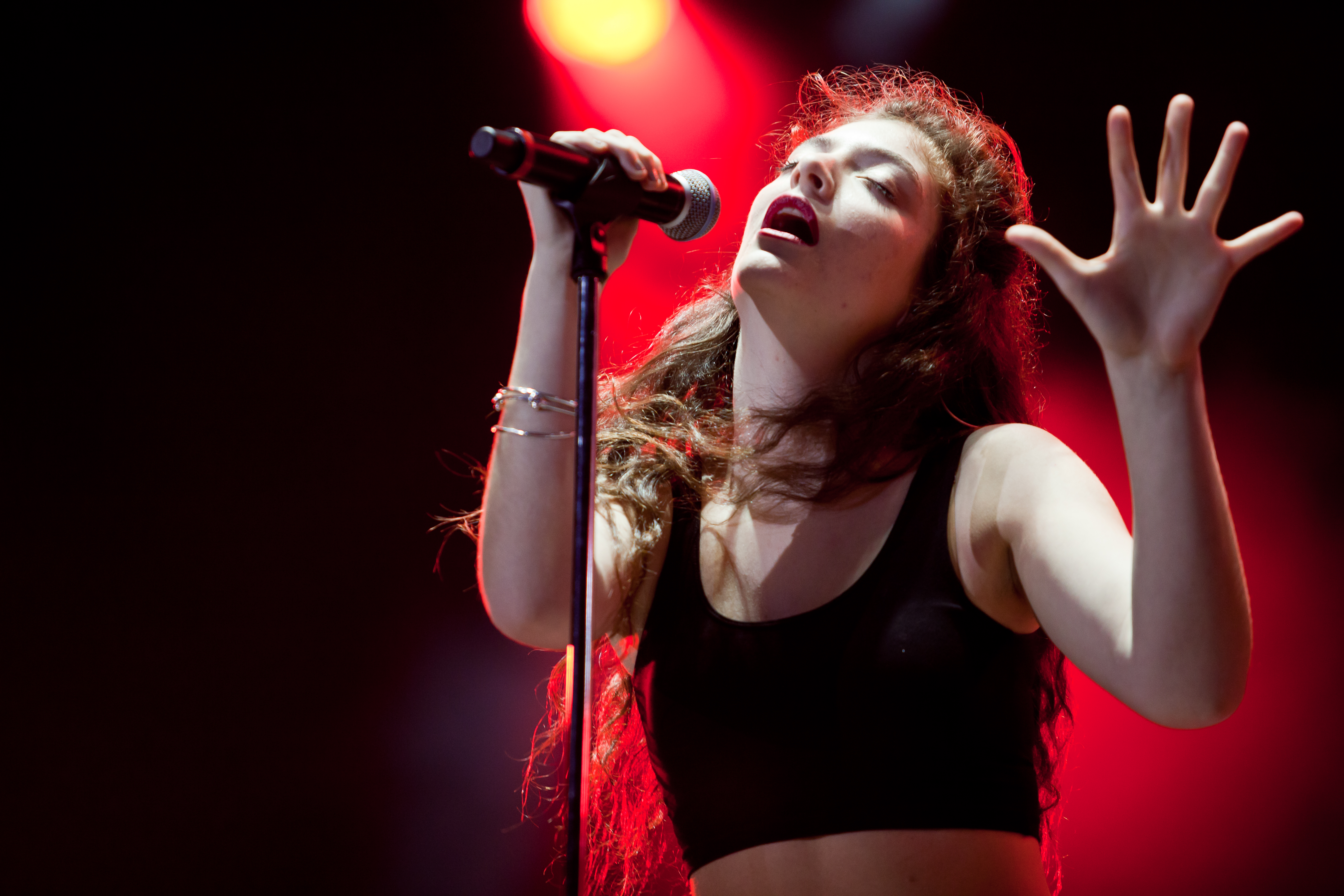
Lorde cantando en el festival Lollapalooza en 2014.

En diciembre de 2013, History utilizó «Glory and Gore» en un comercial de la segunda temporada la serie de televisión Vikingos. Además, la canción fue utilizada en los Juegos Olímpicos de Sochi 2014.
El 24 de septiembre de 2013, Lorde cantó «Glory and Gore», junto a otras canciones, en The Fonda Theatre en Los Ángeles, California. El 3 de octubre de ese mismo año, la cantante dio un concierto en Warsaw Venue, Brooklyn, en donde la interpretó junto a otras de The Love Club y Pure Heroine. El 29 de enero de 2014, la cantó en Silo Park, Auckland, como parte de su presentación para el Laneway Festival. Lorde cantó «Glory and Gore» al inicio de sus participaciones en el Roseland Ballroom de Nueva York y en el festival Coachella de California. En abril, la interpretó en el festival Lollapalooza en São Paulo, Brasil.

## Posicionamiento en listas

### Semanales
| País           | Lista                            | Mejor posición |
| -------------- | -------------------------------- | -------------- |
| Australia      | ARIA Top 100 Singles             | 100            |
| Australia      | ARIA Streaming Tracks            | 45             |
| Canadá         | Canadian Digital Songs           | 75             |
| Canadá         | Canada Rock                      | 36             |
| Estados Unidos | Billboard Hot 100                | 68             |
| Estados Unidos | Digital Songs                    | 30             |
| Estados Unidos | On-Demand Songs                  | 45             |
| Estados Unidos | Hot Rock Songs                   | 9              |
| Estados Unidos | Rock Digital Songs               | 8              |
| Estados Unidos | Rock Airplay                     | 28             |
| Estados Unidos | Rock Streaming Songs             | 14             |
| Estados Unidos | Alternative Songs                | 17             |
| Estados Unidos | Alternative Digital Songs        | 7              |
| Nueva Zelanda  | Top 20 New Zealand Singles Chart | 16             |

### Anuales
| País           | Lista (2014)       | Mejor posición |
| -------------- | ------------------ | -------------- |
| Estados Unidos | Hot Rock Songs     | 30             |
| Estados Unidos | Rock Digital Songs | 36             |

## Créditos
- Lorde: voz, composición
- Joel Little: composición, producción, ingeniería, instrumentación, mezcla
- Stuart Hawkes: masterización

Fuente: Discogs.

## Historial de lanzamientos
| País           | Fecha de lanzamiento | Formato                     | Ref.  |
| -------------- | -------------------- | --------------------------- | ----- |
| Estados Unidos | 11 de marzo de 2014  | Radio de música alternativa | [ 1 ] |
| Estados Unidos | 7 de abril de 2014   | Radio Triple A              | [ 3 ] |